# تيلويت
تيلويت وتعرف كذلك بتلوات، هي قرية تقع على طول الخط السابق للقوافل من منطقة الأطلس على جبال الأطلس إلى مراكش. تتمركز في ارتفاع 1800 م. كانت مقرا لسلطة أسرة المزواري الكلاوي
يتحدث سكانها بلسان تشلحيت أو تمازيغت، وهي منطقة تتسم بالبرودة الشديدة في أشهر الشتاء، وماعدا ذلك يكون الجو معتدلا كما تتميز المنطقة بغطاء نباتي متنوع كالاعشاب الطبية والاشجار بمختلف انواعها.
تقع قرية تيلويت الأمازيغية في الأطلس الكبير، ويمكن الوصول إليها عبر طريق P31 في (تيزي نتيشكا) الذي يصل مراكش بورزازات.
معقل سابق التهامي الكلاوي، باشا بمراكش (سميت باسم ليوطي في عام 1918). قلب القبيلة الكلاوية التي تستمد ثروتها لقرون من حقوق مرور القوافل التي تربط المناطق الواقعة جنوب الصحراء الكبرى بساحل البحر المتوسط. تعود نهاية هذا الامتياز إلى الإنشاءات في العشرينات من القرن العشرين بواسطة الفيلق الأجنبي لطريق تيزي نتيشكا.

## القصبة
قام بانجاز ترميم القصبة ما يزيد عن 300 حرفي محلي ومبدعين من كافة أنحاء المغرب لمدة خمس سنوات من العمل، تتكون قصبة تيلويت من دروب متفاوتة الأطوال ومداخيل مقوسة ومزخرفة بالفسيفساء كما حرص الكلاوي على تزيين غرفها بالزليج المنحوت فغرفة الاستقبال تتميز بنمط معماري فاخر، بأبوابها ونوافذها مصنوعة من خشب العرعر، وسقوفها تحتوي نقش المغربي من خشب الأرز المزوق بأزهى الألوان وهندسة تجمع بين الحس الجمالي المغربي الأمازيغي بعد استقلال المغرب عرفت ركودا وتقهقرا كبيرين.

## أعلام
- التهامي الكلاوي

## وصلات خارجية
- Lexorient (بالأنجليزي) http://lexicorient.com/morocco/telouet.htm نسخة محفوظة 14 ديسمبر 2011 على موقع واي باك مشين.
- http://www.g26.ch/marokko_guide_telouet.html نسخة محفوظة 11 ديسمبر 2005 على موقع واي باك مشين. Telouet on www.g26.ch (بالألماني)
- (بالفرنسي) protests against the miserable state of the kashbah (property of the ministry of culture) http://www.emarrakech.info/S-O-S-,-la-Kasbah-de-Telouet-agonise_a3075.html